# Pseudomelatoma grippi
Pseudomelatoma grippi är en snäckart som först beskrevs av Dall 1919.  Pseudomelatoma grippi ingår i släktet Pseudomelatoma och familjen Pseudomelatomidae. Inga underarter finns listade i Catalogue of Life.